# Storvisttjärnarna (Malå socken, Lappland, 724824-165213)
Storvisttjärnarna är en sjö i Malå kommun i Lappland och ingår i Skellefteälvens huvudavrinningsområde. Sjön har en area på 0,179 kvadratkilometer och ligger 331,1 meter över havet.

## Delavrinningsområde
Storvisttjärnarna ingår i det delavrinningsområde (724661-165176) som SMHI kallar för Mynnar i Grytforsdammen. Medelhöjden är 357 meter över havet och ytan är 7,86 kvadratkilometer. Det finns inga avrinningsområden uppströms utan avrinningsområdet är högsta punkten. Vattendraget som avvattnar avrinningsområdet har biflödesordning 2, vilket innebär att vattnet flödar genom totalt 2 vattendrag innan det når havet efter 137 kilometer. Avrinningsområdet består mestadels av skog (68 procent) och sankmarker (15 procent). Avrinningsområdet har 0,85 kvadratkilometer vattenytor vilket ger det en sjöprocent på 10,8 procent.